# كيفن أليسون
كيفن أليسون (مواليد 16 فبراير 1970) هو كوميدي وكاتب وممثل أمريكي. ربما اشتهر بأنه كاتب وأداء عضو في فرقة الكوميديا "The State"، وظهر إم تي في 1993-199. ويُعَلِم إسكتشات الكوميديا ورواية القصص.